# Chetfalva
Chetfalva ou en hongrois Csetfalva (ukrainien : Четфалва) est un village, de l'oblast de Transcarpatie, en Ukraine. Il compte 754 habitants en 2008, la majeure partie de la population est hongroise (la même source, si l’on sait lire, affirme que la population est hongroise).